# St. Matthäus (Altentreswitz)

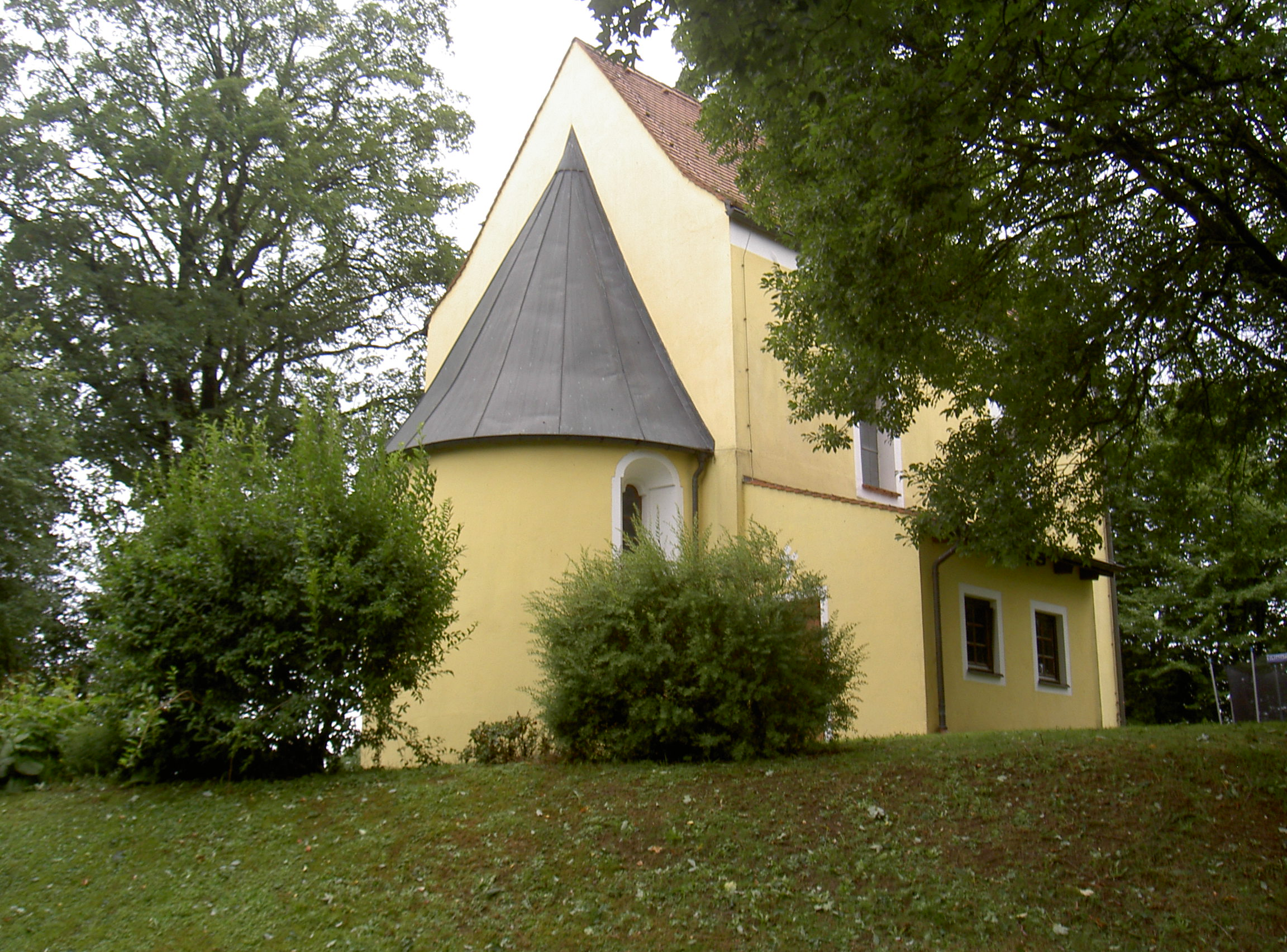
Filialkirche St. Matthäus von Altentreswitz mit Rundapsis

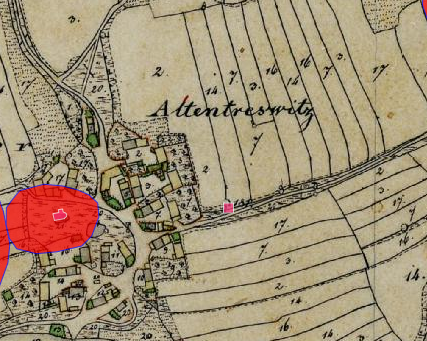
Lageplan von St. Matthäus (Altentreswitz) auf dem Urkataster von Bayern

Die römisch-katholische Filialkirche St. Matthäus steht auf einem kleinen Burghügel in Altentreswitz (Altentreswitz 21). Die romanische Kirche ist geostet gebaut. Das Patrozinium ist am 21. September und wird am vorhergehenden oder darauffolgenden Sonntag gefeiert. Da im Herbst die Zwetschgen auf den Bäumen bei der Kirche reif sind, wurde das Fest früher „Kriecherl-Kirwa“ genannt. Die Kirche gehört heute zur Pfarrgemeinschaft Vohenstrauß. Die Anlage wird als Bodendenkmal unter der Aktennummer D-3-6440-0007 im Bayernatlas als „mittelalterlicher Burgstall mit der Katholischen Filialkirche St. Matthäus in Altentreswitz“ geführt. Ebenso ist sie unter der Aktennummer D-3-74-162-45 als denkmalgeschütztes Baudenkmal von Altentreswitz verzeichnet.

## Geschichte
Aufgrund von Bodenuntersuchungen wird vermutet, dass die Kirche an der Stelle eines früheren Burgstalls aus dem 11. Jahrhundert errichtet wurde, eventuell dem ersten Sitz der Herren von Treswitz, die dann ihren Wohnsitz nach dem nahe gelegenen Burgtreswitz verlagert haben. Angeblich fand man bei den Arbeiten an der Kirche an der jetzigen Böschung in der Höhe der Sakristei die Fundamentreste eines quadratischen Turms.

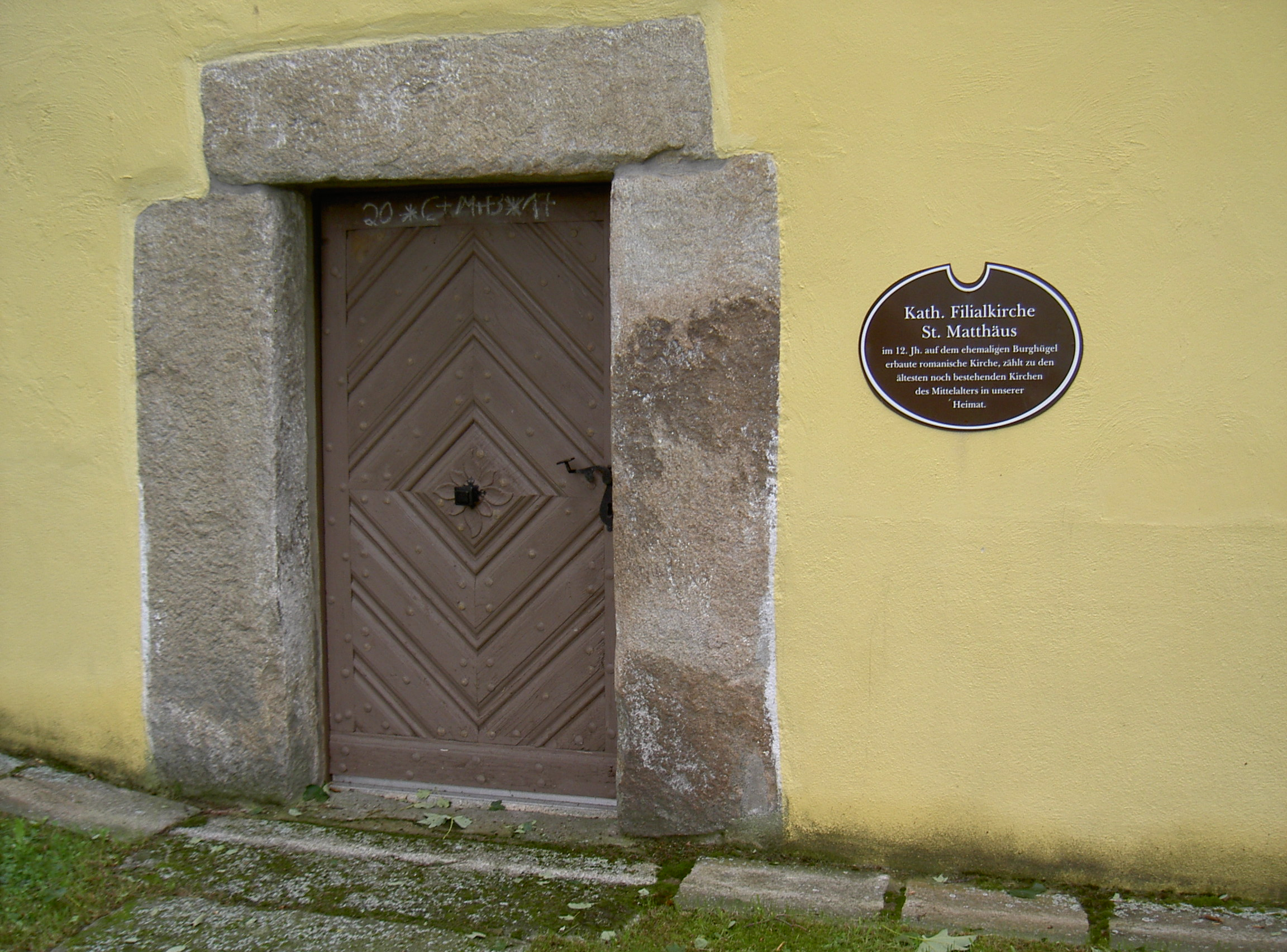
Portal der Kirche St. Matthäus

Die Besitzungen in Altentreswitz und Burgtreswitz schenkte Bernold von Treswitz um 1256 der Kirche Mariä Himmelfahrt in Böhmischbruck. Diese Kirche kam 1299 an das Kloster St. Emmeram, das auch über die Pfarre Böhmischbruck verfügte. Altentreswitz gehörte noch 1782 zur Pfarre Böhmischbruck. Die Zehntrechte über Altentreswitz gehörten traditionell der Pfarrei sowie der Propstei Böhmischbruck.

## Kirchengebäude
Der im Ursprung romanische Bau ist eine Saalkirche mit einem Walmdach und einem kleinen Dachreiter. Der Kirchenraum ist ungewöhnlich hoch. Die Kirche wird deshalb auch als Obergeschosskirche bezeichnet. Es wird vermutet, dass über dem Kirchenschiff einmal Wohn- oder Wehrräume aufgebaut waren. Die Kirche wird durch eine eingezogene Rundapsis abgeschlossen. Der Kirchenbau wurde um 1700 verändert. Im Mauerwerk liegen großen Quader, mit denen die Ecken gemauert waren. Auch die Türpfosten und der Türsturz werden aus drei kyklopenartigen Steinen gebildet.
1988 ist die Kirche renoviert worden. Die baugeschichtliche Untersuchung des dabei freigelegten Mauerwerks führte zu einer Datierung in das frühe 12. Jahrhundert. Es wurden auch zwei unter Putz liegende romanische Fenster an der Südwand der Kirche entdeckt. Diese liegen tiefer als die beiden in der Barockzeit eingebauten Fenster.
Für die Kirche werden fünf Bauphasen angesetzt. Bei der ersten Bauphase wurden kleine, gut behauene Bruchsteine in waagrechten Schichten vermauert. Dieses Mauerwerk reicht an der Südseite bis zur Höhe des Türsturzes. Auch die romanische Apsis ist bis zum Scheitel des noch erhaltenen Fensters in dieser Qualität gemauert. Auch das kleine romanische Fenster am Scheitel der Apsis, das etwas aus der Mitte nach Süden verschoben ist, ist der ersten Bauphase zuzurechnen. In einer angenommenen zweiten Bauphase folgt ein Quadermauerwerk aus deutlich größeren Steinen. Dieser Bauphase sind auf der Südseite zwei in der Barockzeit mit Ziegeln zugemauerte romanische Fenster zuzurechnen. Dieses Mauerwerk reicht bis zur Höhe von etwa 5 m. Dann folgt in einer dritten Bauphase im vorderen Bereich der beiden Seitenwände ein Mauerstück von fast einem Meter Höhe, das offenbar aus wiederverwendeten behauenen Bruchsteinen, aber mit wesentlich geringerer Sorgfalt gemauert wurde. Einer vierten Bauphase wird ein Mauerstück von etwa 2 m Höhe zugerechnet, das aus grob gebrochenen Steinen und Feldsteinen besteht, die sehr unregelmäßig gemauert sind. In einer fünften Bauphase wurden im späten 17. Jahrhundert dann die großen Barockfenster ausgebrochen und mit Ziegeln ummauert. Auch der Sakristei-Anbau ist der Barockzeit zuzuordnen. Deutlich erkennbar ist eine senkrechte Mauerfuge auf beiden Seiten der Längswände im Kircheninneren, die von oben bis zur Höhe von etwa 4 m herab reicht. Diese Mauerfuge steht in einem Zusammenhang mit den Pfeilern, die in der Kirche innen vorgemauert sind, und den beiden nur noch in Ansätzen erkennbaren Jochen mit Kreuzgewölbe, die vermutlich als Empore eingebaut waren. Ob sich über diesem Emporenteil ein Turmbau befand, kann vermutet werden.
Im Juni 2002 wurde die alte Sakristei abgebrochen und durch einen Neubau ersetzt. In Eigenleistung wurde durch die Dorfbewohner auch der Außenputz erneuert und eine neue Farbe aufgetragen. Die Arbeiten leitete Architekt Hans Kleierl.

## Innengestaltung
Der auf zwei Säulen aufgebaute barocke Altar aus dem späten 17. Jahrhundert zeigt den hl. Matthäus im Nazarenerstil, signiert mit „RF 1844“. Er wird dargestellt als Evangelist mit den Attributen geflügelter Mensch und Feder. Die Seitenfiguren stellen die Apostel Bartholomäus und Thomas dar. Im Altarauszug ist eine Maria mit Kind zu sehen.
An den Seitenwänden hängen 14 Kreuzwegstationen. Diese sind um 1820 entstanden und wurden 1998 für die Kirche angekauft. Auf der Westseite befindet sich heute eine einfache Holzempore.